# Стопорный узел (такелаж)
Сто́порный у́зел (англ. Reef Pendant Hitch) — морской схватывающий временный узел, применяемый в морском деле при выполнении различных работ на палубе корабля, когда возникает необходимость временно удержать находящийся под натяжением трос. Стопорный узел возможно назвать «узлом» с большой натяжкой, он скорее — сцепка. Существуют несколько вариантов «стопорного» узла, применяемых на судне. В «Книге узлов Эшли» узел описан под номером 1743.
Хотя стопорный узел является штыком, так как задействован в работу лишь трос, которым и завязывают стопорный узел, однако, узел также является соединяющим, когда его используют для соединения концов двух тросов, единственным условием для которого является требование завязывать стопорный узел линём (тонким тросом) на фале (толстом тросе).

## Способ завязывания
При помощи вспомогательного троса меньшего диаметра выполняют шлаги на основном рабочем тросе большего диаметра. Например, если тяга троса, который нужно остановить, будет вправо, то ходовой конец стопорного троса кладут сверху троса шлагом влево, потом делают ещё шлаг и ходовой конец стопорного троса ведут навстречу первому и второму шлагам, в зажим их, а далее вправо вокруг троса в обвивку, делая ещё 1—2 шлага и в 2—3 местах кладут прочные схватки или закрепляют «под себя».

## Признаки
Плюсы
- Узел — прост
- Легко завязывать
- Легко развязывать

Минусы
- Необходимо всегда натягивать один конец во время крепления, а другой крепить за кнехт или мачту
- Может требоваться схватка[13][14] ходового конца троса за коренной

## Применение
В морском деле
- В морском деле узел применяют на швартовке для удержания натяжения швартова, закрепляя его на кнехте
- В качестве сто́пора для стальных тросов[15]
- Для крепления такелажа